# Wächtersbach
Wächtersbach est une ville allemande située dans le land de la Hesse et l'arrondissement de Main-Kinzig.

## Politique et administration
| Période | Période  | Identité          | Étiquette | Qualité |
| ------- | -------- | ----------------- | --------- | ------- |
| ?       | 2014     | Rainer Krätschmer |           |         |
| 2014    | en cours | Andreas Weiher    | SPD       |         |

## Jumelages
La ville de Wächtersbach est jumelée avec :
- Châtillon-sur-Chalaronne (France) depuis 1964 ;
- Vonnas (France) ;
- Baneins (France) ;
- Troïtsk (Russie) ;
- Bobbio Pellice (Italie) depuis 2005.

## Source, notes et références
- (de) Cet article est partiellement ou en totalité issu de l’article de Wikipédia en allemand intitulé « Wächtersbach » (voir la liste des auteurs).

1. ↑  « Partnerstädte » Site web de la ville de Wächtersbach, consulté le 29 avril 2017.